# БНТ 1
БНТ 1 — государственный канал в Болгарии, принадлежащий телекомпании БНТ. Канал начал вещание 26 декабря 1959 года. Канал ведёт трансляцию из Софии.

## История телерадиокомпании
Первая трансляция Болгарского телевидения была осуществлена 7 ноября 1959 года, когда велась прямая трансляция праздничных мероприятий на Площади 9 сентября (ныне Площадь Александра Баттенберга). Официальное открытие Болгарского телевидения состоялось 26 декабря 1959 года в Софии. В 1964 году Министерство культуры создало Главную дирекцию «Болгарское телевидение и радио», преобразованную в 1971 году в Комитет по телевидению и радио и вошедшую в структуру исполнительной власти.
В 1977 году Болгарское телевидение и Болгарское радио разъединены по решению Комитета по науке, искусству и культуре, объединены в 1986 году в Комитет по телевидению и радио при Министерском совете. 7 марта 1990 года на 90-м очередном Народном собрании во второй раз временный статус отдельных организаций передан Болгарскому телевидению и Болгарскому радио. С 1 июня 1992 года телерадиокомпания носит название «Болгарское национальное телевидение».
Главной информационной программой телеканала является передача «По света и у нас» (болг. В мире и у нас), выходящая с самого начала трансляции телеканала и длящаяся, как правило, около получаса.
С 1990 года на Болгарском телевидении появились передачи выпускаемые частными коллективами (Ку-Ку).
Первый канал Болгарского национального телевидения назывался «Канал 1», а второй канал — «Эфир 2», который прекратил вещание 31 мая 2000 года. 2 мая 1999 года стараниями БНТ началось вещание по всему миру на телеканале «ТВ Болгария». С 2005 года Канал 1 (ныне БНТ 1) вещал в экспериментальном цифровом формате DVB-T в Софии на 64-м канале в дециметровой частоте. В стране установлены 20 основных передатчиков и 700 ретрансляторных станций на метровой частоте, при помощи которых ведётся вещание БНТ 1 на территории Болгарии. Доступно также кабельное вещание в Болгарии, спутниковое вещание на территории Европы и интернет-вещание на официальном сайте.
Основу эфира составляют выпуски новостей, общественно-политические ток-шоу, фильмы и телесериалы болгарского и зарубежного производства, спортивные соревнования и прямые трансляции с заседаний Народного собрания. С 2011 года БНТ 1 показывает матчи чемпионата Болгарии по футболу, вернув это право спустя три года; также он транслирует матчи Лиги Европы, Лиги Чемпионов, чемпионатов Европы и мира и Олимпийские игры. С апреля 2013 года вещает в формате 16:9, с июня 2013 года перешёл на HD-вещание.

## Регионы и каналы вещания
Ниже приведены каналы цифрового вещания в мультиплексе MUX 3 по регионам Болгарии
| Регион Болгарии      | Канал | Города |
| -------------------- | ----- | --- |
| BUL01 — Видин        | 53    | Белоградчик, Берковица, Видин, Враца, Гымзово, Елисейна, Козлодуй, Лом, Мизия, Монтана, Оряхово, Чипровци |
| BUL02 — Плевен       | 41    | Априлци, Байкал, Белене, Болгарски-Извор, Гулянци, Этрополе, Калейца, Кнежа, Ловеч, Луковит, Мездра, Никополь, Новачене, Орешак, Петырница, Плевен, Правец, Роман, Тетевен, Троян, Червен-Бряг, Ябланица                          |
| BUL03 — Русе         | 58    | Бутово, Бяла, Велико-Тырново, Ветово, Габрово, Горна-Оряховица, Дебелец, Дряново, Елена, Златарица, Килифарево, Козловец, Опака, Плачковци, Польски-Трымбеш, Русе, Свищов, Севлиево, Сеново, Стражица, Трявна, Цар Калоян, Ценово |
| BUL04 — Шумен        | 51    | Алфатар, Велики-Преслав, Вырбица, Главиница, Каолиново, Каспичан, Котел, Нови Пазар, Попина, Попово, Разград, Силистра, Смядово, Соколарци, Тутракан, Тырговище, Шумен                                                            |
| BUL05 — Варна        | 27    | Белослав, Бяла, Варна, Генерал Тошево, Девня, Добрич, Дылгопол, Кайнарджа, Константиново, Обзор, Провадия, Тервел, Шабла |
| BUL06 — Бургас       | 55    | Айтос, Ахтопол, Бургас, Болгарово, Каблешково, Малко-Тырново, Несебыр, Приморско, Факия, Царево |
| BUL07 — Стара Загора | 64    | Градец, Елхово, Карнобат, Мыглиж, Нова Загора, Сливен, Стара Загора, Твырдица |
| BUL08 — Кырджали     | 45    | Димитровград, Джебел, Ивайловград, Кырджали, Маджарово, Маказа, Свиленград, Тополовград, Харманли, Хасково |
| BUL09 — Пловдив      | 41    | Белово, Ветрен, Долна-Баня, Душанци, Казанлык, Карлово, Клисура, Копривщица, Костенец, Момин-Проход, Панагюрище, Пловдив, Стрелча                                                                                                 |
| BUL10 — Смолян       | 58    | Ардино, Баните, Барутин, Батак, Борино, Брацигово, Велинград, Девин, Дорково, Доспат, Златоград, Лыки, Мадан, Михалково, Неделино, Рудозем, Света-Петка, Смилян, Смолян, Сырница, Триград, Хвойна, Чепеларе                       |
| BUL11 — София        | 52    | Бобов-Дол, Брезник, Годеч, Гюешево, Драгоман, Дупница, Земен, Ихтиман, Кюстендил, Лакатник, Самоков, Своге, София, Трын |
| BUL12 — город София  | 52    | София |
| BUL13 — Благоевград  | 33    | Благоевград, Бобошево, Гоце Делчев, Елешница, Кресна, Мелник, Разлог, Рила, Симитли, Якоруда |
| BUL14 — город Варна  | 27    | Варна |
| BUL15 — Странджа     | 55    | /// |